# Александра Милчева
Александра Стефанова Милчева е български специалист по компютърна сигурност и политик, народен представител от парламентарната група на Продължаваме промяната в XLVII народно събрание.

## Биография
Александра Милчева е родена на 23 юли 1988 г. в град Търговище, Народна република България. Завършва средното си образование в бившата Трета гимназия (днес Трето основно училище „П.Р. Славейков“). След това завършва висше със специалност „Европеистика“ в Софийския университет и „Политика, сигурност и интеграция“ в Университетски колеж Лондон, Англия. Работила е по проекти в Чили, Кения и Китай. Работи в сферата на киберсигурноста с фокус върху управлението на кибер риск. Към тази специалност тя са насочва по време на магистърското си обучение в Харвардския университет, САЩ (2016 – 2018). След това получава възможност да прекара една година в харвардския изследователски център „Белфер“, където работи с едни от най-изявените експерти в сферата на киберсигурността и управлението на кибер пространството. През есента на 2019 г. се завръща в Европа и се присъединява към екип „Кибер устойчивост“ на международна компания с над 30 000 служители.